# Přehřátí organismu
Přehřátí organismu, také hypertermie, je stav, při kterém nekontrolovaně stoupá teplota organismu. Nejedná se tedy o horečku, kdy je vzestup teploty řízen vnitřními regulačními mechanismy v mozku. Za hypertermický stav se považuje zvýšení hluboké tělesné teploty nad 38,4 °C. Pod lékařským dohledem může být vyvolán i záměrně, například při protinádorové léčbě jako hypertermické léčbě (např. izolované hypertermické perfúzi horní nebo dolní končetiny) a hypertermické intraperitoneální chemoterapii, kdy se využívá toho, že teploty 41 až 45 °C poškozují buňky – hubí je nebo zpomalují jejich dělení.

## Příčiny přehřátí
Vysoká zevní (okolní) teplota spojená s (či vedoucí k):
- dehydratací – nedostatkem vody v těle,
- blokádou pocení – otravou atropinem,
- vysokou zevní vlhkostí,
- fyzicky náročnou činností,
- infekcí,
- hypotenzí – nízkým tlakem krve v tepnách.

## Projevy přehřátí
Zvýšená teplota, změna chování (delirium – kvalitativní porucha vědomí neboli obluzené vědomí), křeče, srdeční selhání – narušení čerpací funkce srdce a kolaps.

## Léčba přehřátí
Stín, vlhké zábaly, podpora odpařování (ovívání, fén, větrák), příjem tekutin, příjem minerálů (soli).

## Úpal
Úpal (siriasis) je poškození organismu způsobené nahromaděním tepla v těle. K úpalu dochází, když organismus není schopen za pomoci termoregulace odvést z těla dostatečné množství tepla. Tělo se poté zahřívá a tělesná teplota může překročit 40 °C. Teplo se následně šíří všemi orgánovými soustavami a ohrožuje je. Na mozku se například může vytvořit otok (oedema), může také začít tachykardie srdce nebo může dojít ke snížení krevního tlaku. Vyšší riziko úpalu je u starších osob, osob s onemocněním srdce, osob trpících obezitou a u dětí.

### Hlavní příčiny
Hlavními příčinami jsou:
- pobyt v horkém prostředí,
- pobyt v prostředí s vysokou vlhkostí vzduchu (tehdy se tělo nemůže ochlazovat odpařováním potu),
- dehydratace organismu,
- porucha štítné žlázy (nadměrná tvorba tepla),
- nesprávně zvolené oblečení.

### Příznaky
Úpal se projevuje následujícími příznaky:
- bolest hlavy,
- zmatenost,
- ztráta vědomí,
- zvracení,
- šokový stav,
- svalové křeče,
- teplota,
- zrychlené dýchání,
- suchá kůže a žádný pot.

### Následky
Prodělání těžkého úpalu může mít tyto následky:
- poškození mozku,
- ztráta smyslu pro rovnováhu a orientaci,
- smrt,
- různé nervové poruchy.

### Prevence
- dostatek tekutin,
- pokrývka hlavy,
- omezení fyzické námahy,
- nezůstávat na slunci při tropických teplotách.

### První pomoc
Ochlazujeme omýváním vodou (ne ledovou), pobytem ve větrané místnosti či ve stínu. Každopádně mimo slunce a dusné prostředí. Podávaním studených obkladů, a hlavně dostatkem tekutin. Nejdůležitější je snížít teplotu těla na 38,5 °C. Pokud by teplota klesla rychle pod tuto hranici, pacient může upadnout do šoku. Pravidelná kontrola vitálních funkcí a tělesné teploty. Přivolání lékaře.
Zdravý člověk většinou úpal zvládne bez větších obtíží. Některé skupiny lidí, kteří jsou více ohroženi (staří lidé, děti, lidí s onemocněním srdce a další) mají komplikace, a jejich stav vyžaduje lékařskou péči. V takových případech musíme hlídat jejich životní funkce, v případě ztráty vědomí uložit do stabilizované polohy a volat ZZS na čísle 155.

## Úžeh
Úžeh je přehřátí mozku, které se projevuje bolestí hlavy, horečkou a slabostí.
Úžeh vzniká účinkem přímého slunečního záření, kdy člověk tráví příliš mnoho času na slunci bez dostatečné ochrany (např. pokrývka hlavy).
Vyvolává překrvení mozkových plen. Těžká forma může způsobit otok mozku (mozkový edém) a následnou smrt.

### První pomoc
Léčí se studenou sprchou či koupelí, pobytem ve větrané místnosti či ve stínu – každopádně mimo slunce a dusno, podáváním studených obkladů a hlavně dostatkem tekutin.